# Chade nos Jogos Olímpicos de Verão de 2020
O Chade deverá competir nos Jogos Olímpicos de Verão de 2020 em Tóquio. Originalmente programados para ocorrerem de 24 de julho a 9 de agosto de 2020, os Jogos foram adiados para 23 de julho a 8 de agosto de 2021, por causa da pandemia COVID-19. Será a 13ª participação da nação nos Jogos Olímpicos de Verão desde sua estreia em 1964. A nação não participou das edições de 1976 e 1980, devido aos boicotes africano e norte-americano, respectivamente.

## Competidores
Abaixo está a lista do número de competidores nos Jogos.
| Esporte       | Masculino | Feminino | Total |
| ------------- | --------- | -------- | ----- |
| Atletismo     | 1         | 0        | 1     |
| Judô          | 0         | 1        | 1     |
| Tiro com arco | 0         | 1        | 1     |
| Total         | 1         | 2        | 3     |

## Atletismo
O Chade recebeu vaga de universalidade da IAAF para enviar um atleta às Olimpíadas.
- Nota– As posições para os eventos de pista são em relação à bateria do atleta
- Q = Qualificado para a próxima fase
- q = Qualificado para a próxima fase como o perdedor mais rápido ou, em eventos de campo, pela posição sem atingir o alvo para qualificação
- NR = Recorde nacional
- N/A = Fase não aplicável para o evento
- Bye = Atleta não precisou disputar aquela fase

Eventos de pista e estrada
| Atleta         | Evento          | Eliminatória | Eliminatória | Semifinais | Semifinais | Final     | Final   |
| Atleta         | Evento          | Resultado    | Posição      | Resultado  | Posição    | Resultado | Posição |
| -------------- | --------------- | ------------ | ------------ | ---------- | ---------- | --------- | ------- |
| Bachir Mahamat | 400 m masculino |              |              |            |            |           |         |

## Judô
O Chade inscreveu um judoca para o torneio olímpico com base no ranking olímpico individual International Judo Federation.
Feminino
| Atleta          | Evento | Fase de 32           | Oitavas-de-final     | Quartas-de-final     | Semifinais           | Repescagem           | Final / BM           | Final / BM |
| Atleta          | Evento | Adversária Resultado | Adversária Resultado | Adversária Resultado | Adversária Resultado | Adversária Resultado | Adversária Resultado | Posição    |
| --------------- | ------ | -------------------- | -------------------- | -------------------- | -------------------- | -------------------- | -------------------- | ---------- |
| Demos Memneloum | –70 kg |                      |                      |                      |                      |                      |                      |            |

## Tiro com arco
O Chade conquistou uma vaga no recurvo individual masculino após terminar entre os dois melhores (ainda não qualificados) nos Jogos Pan-Africanos de 2019 em Rabat, Marrocos, porém não atingiu a marca de qualificação mínima. Outra atleta do Chade recebeu uma vaga para o individual feminino pela Comissão Tripartite da World Archery. Esta será a estreia da nação no esporte.
Feminino
| Atleta          | Evento     | Fase de Ranking | Fase de Ranking | Fase de 64           | Fase de 32           | Oitavas              | Quartas              | Semifinais           | Final                | Final |
| Atleta          | Evento     | Placar          | Pos.            | Adversária Resultado | Adversária Resultado | Adversária Resultado | Adversária Resultado | Adversária Resultado | Adversária Resultado | Pos.  |
| --------------- | ---------- | --------------- | --------------- | -------------------- | -------------------- | -------------------- | -------------------- | -------------------- | -------------------- | ----- |
| Marlyse Hourtou | Individual |                 |                 |                      |                      |                      |                      |                      |                      |       |